# Kubanisch-osttimoresische Beziehungen
Die Staaten Kuba und Osttimor unterhalten freundschaftliche Beziehungen. Beide Länder sind geprägt vom katholischen Glauben und der iberischen Kultur und haben einen jahrzehntelangen Unabhängigkeitskampf hinter sich.

## Geschichte

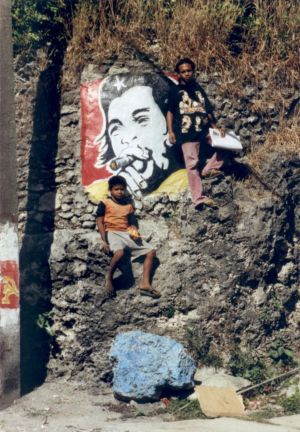
Wandgemälde von Che Guevara in Baucau/Osttimor (2002)

Als die linksorientierte FRETILIN am 28. November 1975 die Unabhängigkeit Osttimors von der Kolonialmacht Portugal ausrief, war Kuba einer von nur zwölf Staaten, die das Land anerkannten. Neun Tage später begann Indonesien mit der offenen Invasion Osttimors und annektierte das Land im folgenden Jahr. Dieser Schritt wurde zwar international nicht anerkannt, von den Vereinigten Staaten, Australien und anderen westlichen Staaten aber toleriert, da die FRETILIN als kommunistisch galt und man gerade in Zeiten des Vietnamkrieges kein „zweites Kuba“ in Südostasien riskieren wollte. Seit den 1970ern hatten osttimoresische Exilpolitiker engen Kontakt mit dem kommunistischen Regime auf Kuba. Zum Beispiel Rogério Lobato verbrachte eine Zeit lang auf Kuba. Nach Abzug der Indonesier 1999 leistete Kuba weitreichende Entwicklungshilfe und war nach der Volksrepublik China der zweite Staat, der bei der Wiederherstellung der Unabhängigkeit Osttimors am 20. Mai 2002 das Land anerkannten.
Osttimor hatte nach dem Ende der Besatzung weniger als 30 Ärzte, was zu einer katastrophalen medizinischen Situation der Bevölkerung führte. 2003 trafen sich Kubas Präsident Fidel Castro und Osttimors Präsident Xanana Gusmão, in Begleitung von seinem Außenminister, dem Friedensnobelpreisträger José Ramos-Horta, im malaysischen Kuala Lumpur. Castro sagte Osttimor die Entsendung von 300 kubanischen Ärzten der Kubanischen Medizinischen Brigade und die Ausbildung von 1000 osttimoresischen Ärzten in Kuba zu. 2004 trafen die kubanischen Ärzte ein. Sie waren auch die einzigen ausländischen Ärzte, die nicht während der Unruhen in Osttimor 2006 evakuiert wurden, sondern im Land blieben. Noch 2007 stellten die Kubaner 90 % der Ärzte in Osttimor. Mehrmals beantragten kubanische Ärzte in der Botschaft der Vereinigten Staaten in Dili politisches Asyl, was zu kleineren Disputen führte, weil Osttimor die Asylbewerber nicht in ihr Heimatland zurückschickte. Im Laufe der Jahre übernahm Osttimor die Finanzierung der kubanischen Ärzte. Im Januar 2020 arbeiteten noch 157 von ihnen in dem südostasiatischen Land. 1018 Osttimoresen haben bis dahin in Kuba ihre Ausbildung zum Arzt absolviert. Weitere sind in Ausbildung auf Kuba. Die Brigada Médica Cubana wurde am 30. August 2009 mit der Medaille des Ordem de Timor-Leste ausgezeichnet.
Kuba schickte 2007 Lehrer für das Alphabetisierungsprogramm „Yo Si Puedo/Yes I can“. Hier arbeiten die beiden Bildungsministerien zusammen. Die Brigada Cubana de Professores - Assessores de Alfabetização wurde für ihre Verdienste am 20. Mai 2011 mit der Medaille des Ordem de Timor-Leste ausgezeichnet.
Außerdem entsandte Kuba Landwirtschaftsexperten, Architekten, Ingenieure und andere Experten nach Osttimor. 2014 vereinbarte man den Bau einer Fabrik von Labiofan Yogurt in Osttimor. Außerdem soll dort mit kubanischer Hilfe eine pharmazeutische Fabrik entstehen. Weitere Kooperationen gibt es in der Verteidigung, Sicherheitspolitik, Umweltschutz und Aufbau der Feuerbekämpfung. Viele Ärzte und andere Experten blieben nach Beendigung ihres Dienstes in Osttimor, heirateten und ließen sich hier nieder.

## Diplomatie
Kuba hat in Dili eine Botschaft.

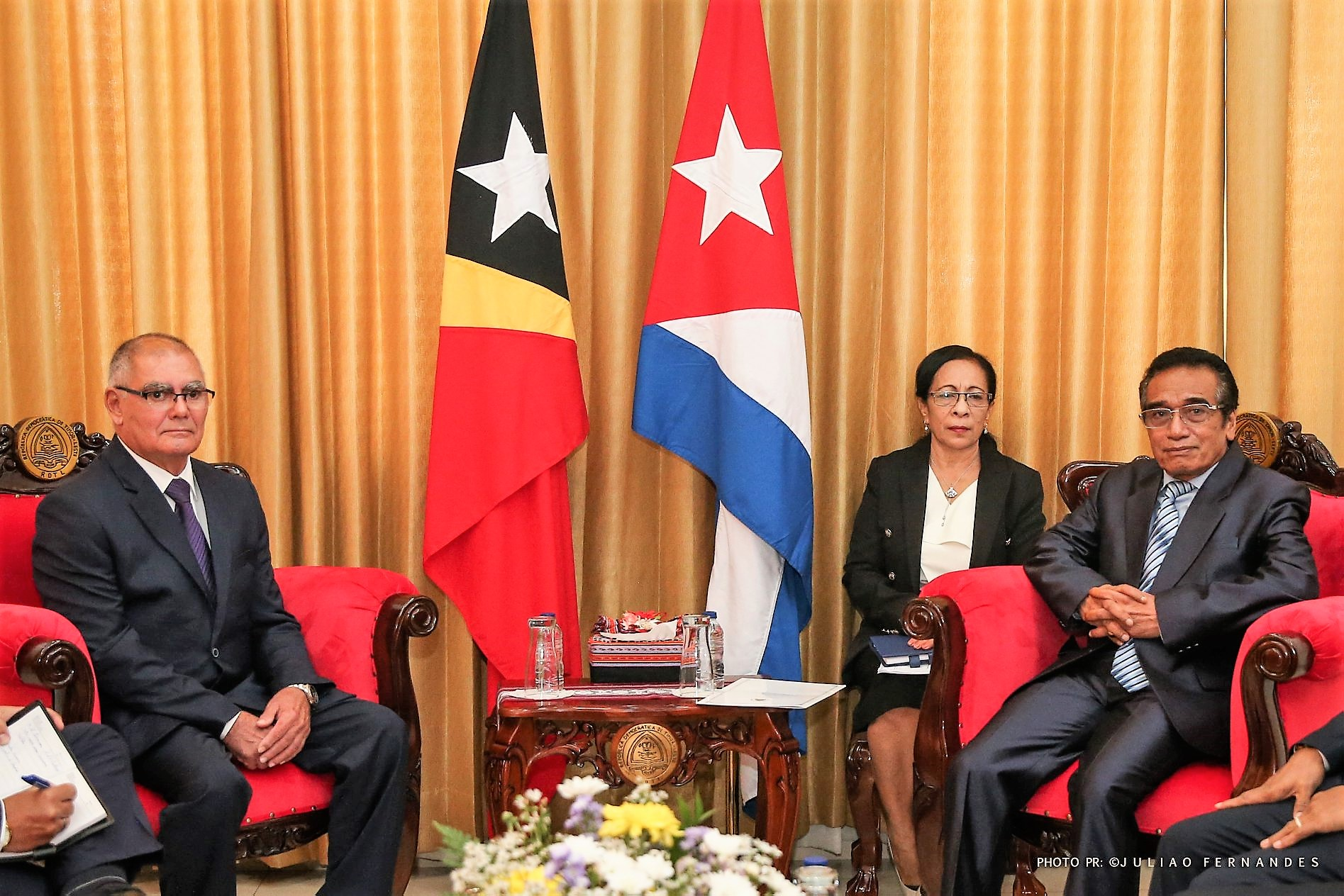
Kubas Botschafter Omar Lauro Marreto Betancourt bei Osttimors Präsidenten Francisco Guterres (2020)

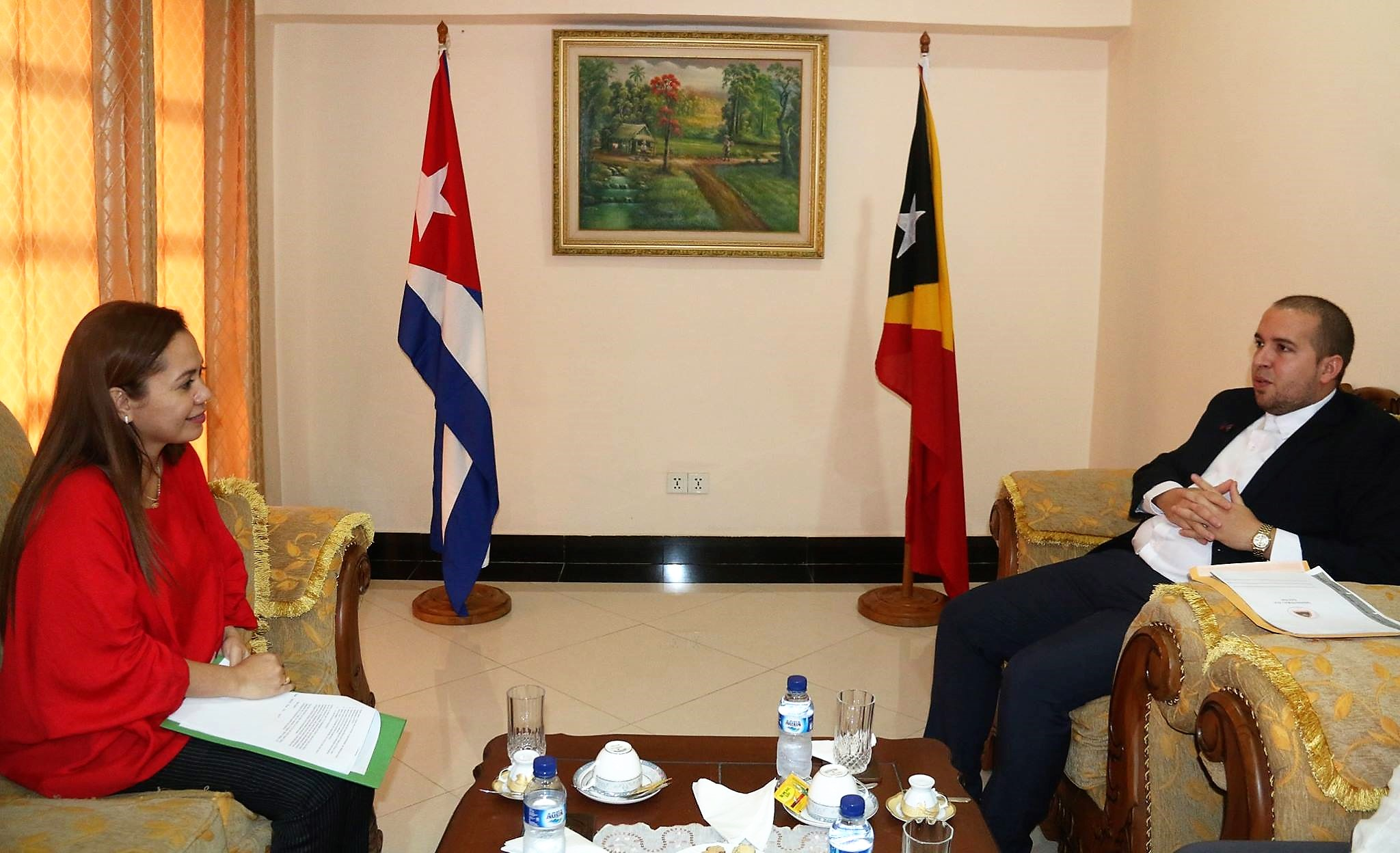
Vizegesundheitsministerin Osttimors Élia António de Araújo dos Reis Amaral und Osmany Cantillo Trejo, amtsführender Botschafter Kubas in Osttimor (2019)

Osttimor hat seit 2008 einen Botschafter in Havanna. Loro Horta, Sohn von José Ramos-Horta, hatte das Amt von 2016 bis 2021 inne.
Osttimor setzt sich seit der Wiederherstellung seiner Unabhängigkeit international für die Beendigung des Embargos der Vereinigten Staaten gegen Kuba ein. Außenminister Ramos-Horta wirkte persönlich auf die Entlassung von fünf Kubanern aus US-amerikanischer Gefangenschaft hin und schlug die Kubanischen Medizinischen Brigaden für den Friedensnobelpreis vor.

## Wirtschaft
Für 2018 gibt das Statistische Amt Osttimors keine Handelsbeziehungen zwischen Osttimor und Kuba an.

## Sonstiges
In Dili gibt es zwei kubanische Restaurants. Der kubanische Reggaeton ist bei der osttimoresischen Jugend sehr beliebt und Bilder von Che Guevara sind auf T-Shirts, Postern und Wandgemälden im Land weit verbreitet. Der Tanz Kizomba, den osttimoresische Medizinstudenten aus Kuba mitbrachten, erzürnte 2011 mehrere Politiker. Einige forderten ein „Anti-Pornographie-Gesetz“ gegen diesen „unmoralischen Tanz“.
Mit Bezugnahme auf den Schöpfungsmythos seines Landes und mit Blick auf die Formen der Inseln Kuba und Timor, die Krokodilen gleichen, sprach Osttimors Botschafter in Kuba Loro Horta über die Beziehung zwischen beiden Ländern von Kaiman (Kuba) und Krokodil (Osttimor). Allerdings leben auf Kuba nur Vertreter der Echten Krokodile. Kaimane kommen nur auf dem südamerikanischen Festland vor.